# خالد يسلم
خالد يسلم المولد (مواليد 29 يونيو 1995) هو لاعب كرة قدم سعودي.

## مسيرة اللاعب
لعب سابقاً في نادي أحد ونادي الانصار.

## وصلات خارجية
- خالد يسلم المولد